# Zitronenpulver
Zitronenpulver ist ein pflanzliches Würzmittel. Es wird aus dem getrockneten Fruchtfleisch von Zitronen hergestellt, das nach dem Dörrprozess oder Gefriertrocknung fein zermahlen wird. 

## Verwendung
Zitronenpulver wird bei der Herstellung von Wurst verwendet, insbesondere Bratwurst und Süßspeisen. Im Gegensatz zu anderen pulverisierten Gewürzen und ihren Ausgangsprodukten gilt es als gleichwertig zu frischen Zitronen. Ebenfalls als Zitronenpulver bezeichnet man getrocknete Zitronenschalen, die zerkleinert wurden. Auch werden verschiedene pulverförmige Erzeugnisse mit Zitronengeschmack oder -aroma so bezeichnet.